# Reefeilanden
De Reefeilanden zijn een eilandengroep in de provincie Temotu in de Salomonseilanden. Ze zijn 24.9 km² groot en het hoogste punt is 61 meter. De enige zoogdieren die er voorkomen zijn de vleermuizen Tongavleerhond (Pteropus tonganus) en Hipposideros cervinus.